# Premières Dames
 (mars 2020).
Si vous disposez d'ouvrages ou d'articles de référence ou si vous connaissez des sites web de qualité traitant du thème abordé ici, merci de compléter l'article en donnant les références utiles à sa vérifiabilité et en les liant à la section « Notes et références ».

Premières dames est un documentaire de Henry-Jean Servat et de Jean-Luc Prévost, tourné en 2007 et diffusé sur France 3 en novembre 2007.

## Concept
Avec humour, parfois grande émotion, les 4 First Ladys (Claude Pompidou, Anne-Aymone Giscard d'Estaing, Danielle Mitterrand, Bernadette Chirac) racontent leur expérience de Première dame de France, de l'élection de leur mari jusqu'à la fin de leur « mandat de Première dame ». C'est la première fois que les ex-locataires féminines de l'Elysée sont réunies dans le même film[réf. nécessaire].

## Premières dames intervenantes dans l'émission
- Claude Pompidou (de 1969 à 1974, décédée en 2007)
- Anne-Aymone Giscard d'Estaing  (de 1974 à 1981)
- Danielle Mitterrand (de 1981 à 1995, décédée en 2011)
- Bernadette Chirac (de 1995 à 2007)